# HMS Verity (D63)
«Веріті» (D63) (англ. HMS Verity (D63) — військовий корабель, ескадрений міноносець «Модифікований Адміралті» типу «W» Королівського військово-морського флоту Великої Британії за часів Другої світової війни.
«Веріті» був закладений 17 травня 1918 року на верфі компанії John Brown & Company у Клайдбанку. 19 березня 1919 року він був спущений на воду, а 17 вересня 1919 року увійшов до складу Королівських ВМС Великої Британії.

## Історія служби
Після початку Другої світової війни есмінець виконував завдання з ескорту транспортних конвоїв у Південно-західних підходах. 5 вересня разом з «Візерінгтон», «Волверін» і «Волонтір» супроводжували конвой GC 1 з Мілфорд-Гейвен. У жовтні разом з есмінцями 16-ї флотилії «Вустер», «Веномос», «Вайлд Свон», «Ветеран», «Вустер», «Віверн» й «Вітшед» виконували завдання зі супроводження конвоїв в Англійській протоці та у південно-західних підходах, базуючись на Портсмут.
У травні-червні 1940 року брав участь у Дюнкерській евакуації.
14 серпня 1940 року «Веріті» з «Малькольм» були атаковані шістьма бойовими траулерами та трьома швидкісними торпедними катерами Крігсмаріне. У сутичці британці потопили один торпедний катер і траулер.
20 серпня 1940 року «Веріті» з іншими есмінцями перейшов до 16-ї флотилії есмінців, що забезпечувала охорону східного узбережжя Англії, базуючись на військово-морську базу в Гаріджі.
У ніч з 7 на 8 березня 1941 року після спроби німецького підводного човна U-47 корветтен-капітана Г. Пріна затопити китобійну базу «Тер'є Вайкін» (20 638 тонн) під час переслідування «Волверін» і «Веріті» ймовірно затопили ворожий човен глибинними бомбами, тому що він більше не виходив на зв'язок і ніяких відомостей про його подальшу долю не було. Зникнення підводного човна досі не розкрито. Однак післявоєнний аналіз довів, що найімовірніше це був інший підводний човен U-A, який усе ж вцілів та вийшов з бою.
1 жовтня 1941 року допоміжний мінний загороджувач «Агамемнон» виходив з конвоєм WS 12.